# Крайково (Плонський повіт)
Крайково (пол. Krajkowo) — село в Польщі, у гміні Рацьонж Плонського повіту Мазовецького воєводства.
Населення — 206 осіб (2011).
У 1975-1998 роках село належало до Цехановського воєводства.

## Демографія
Демографічна структура станом на 31 березня 2011 року:
|          | Загалом | Допрацездатний вік | Працездатний вік | Постпрацездатний вік |
| -------- | ------- | ------------------ | ---------------- | -------------------- |
| Чоловіки | 107     | 16                 | 78               | 13                   |
| Жінки    | 99      | 21                 | 47               | 31                   |
| Разом    | 206     | 37                 | 125              | 44                   |